# Comédia infantil
Comédia infantil är en roman av Henning Mankell, utgiven 1995.  Den handlar om gatubarn som lever i armod i Moçambique. Romanen  filmatiserades av Solveig Nordlund 1998.